# François Rodolphe de Weiss
Pour les articles homonymes, voir Weiss.
Ne doit pas être confondu avec Franz-Rudolf von Weiss (1885-1960), diplomate suisse.
François Rodolphe de Weiss (né le 6 mai 1751 à Yverdon-les-Bains, mort le 21 juillet 1818 à Coppet) est un homme politique, écrivain et officier suisse.

## Biographie
Weiss était un fils extraconjugal légitimé de François-Rodolphe de Weiss, seigneur de Daillens. Il entre tôt dans l'armée. À partir de 1766, il sert en France et à partir de 1777 en Prusse. Il devient colonel. Auparavant, lui, qui avait déjà remporté onze duels, fut brièvement détenu en 1775 en raison d'une histoire d'amour. En 1781, il se rend à Genève et est de nouveau brièvement détenu dans le château d'Aarbourg.
Weiss publie en 1785 ses Principes philosophiques, politiques et moraux et intègre le Grand Conseil du canton de Berne. L'œuvre suscite le mécontentement de l'Église catholique et est inscrit dans l’Index librorum prohibitorum par décret de la Congrégation pour la doctrine de la foi en 1827. Il est également administrateur du bailliage de Zweisimmen. En 1787, il est nommé commandant de la ville de Berne. Néanmoins, il continue à se montrer subversif. En 1789, il se rend à Paris pour observer la Révolution. À son retour, il est remarqué par des déclarations trop ouvertes, c'est pourquoi il est exclu du Grand Conseil pendant deux semaines et assigné à résidence. Cependant, en tant que partisan des idées révolutionnaires, il est de nouveau envoyé à Paris en 1792, où il fait maintenant campagne pour la paix entre la France et la Suisse. En 1793, il est commandant du contingent bernois à la défense des frontières près de Bâle, et la même année, il est élu huissier de justice de Moudon. La population le reçoit comme pacificateur avec une réception solennelle. En 1796, il est de nouveau envoyé à Paris, d'où il part à Londres et revient à Paris.
Weiss, toujours huissier de justice de Moudon, est général en chef des troupes du Pays de Vaud le 12 janvier 1798, il est censé mettre un terme aux activités révolutionnaires. Mais il échoue et s'enfuit dans la campagne allemande, dans le Brisgau. En conséquence, il perd une grande partie de sa fortune. Il revient en 1800. Il essaie de continuer à participer à la politique avec des justifications et des brochures, mais est de plus en plus marginalisé. Son dernier ouvrage est publié de son vivant en 1802.
Weiss se suicide dans une auberge le 21 juillet 1818. À ce moment-là, il n'avait probablement pas de résidence permanente.

## Œuvres
- Principes philosophiques, politiques et moraux, 2 volumes, Maradan, 1785
- Coup-D'Œil Sur Les Relations Politiques Entre La République Française Et Le Corps Helvétique, Medart, Paris 1793.
- Reveillez-vous Suisses, le danger approche, Franoy, Lyon 1798.
- Du début de la révolution en Suisse, ou défense du cidevant général de Weiss contre ses détracteurs, 1799.